# Gry
Gry (bürgerlich Gry Bagøien) ist eine Indie/Elektronik-Musikerin aus Dänemark. Unter dem gleichen Namen existierte von 1998 bis 2002 eine Band. Zu den Mitgliedern gehörten die dänische Sängerin Gry Bagøien und der deutsche Musiker FM Einheit (Ex-Mitglied der Einstürzenden Neubauten).
Die Musik von Gry kann als Elektronische Musik mit Elementen des Trip-Hops beschrieben werden – mit vielen Loops und Samples (auch Orchester-Samples).

## Geschichte
Gry Bagøien startete ihre musikalische Karriere in verschiedenen Bands. Die wichtigste darunter war Æter (1995 bis 2001), mit der sie 1998 das Album Luftantænder sowie diverse CD-Rs veröffentlichte.
Gry veröffentlichte ihr Debüt-Album The Touch Of E! im Jahr 1998. Es folgten spektakuläre Live-Shows in Europa und Nordamerika.
Das zweite Album Public Recording wurde im Jahr 2000 im Marstall-Theater in München während einer öffentlichen Aufführung produziert. Beteiligt waren zahlreiche prominente Gäste: Alexander Hacke, Caspar Brötzmann, Æter, Anatol Baginsky, Terranova, Pan Sonic, Funkstörung, Meret Becker, Chrislo Haas und Sebastian Hess. Das Lied Summer Wine dieses Albums, gesungen von Gry Bagøien und Alexander Hacke, ist eine Cover-Version eines Liedes von Lee Hazlewood und Nancy Sinatra.
2002 verließ Gry Bagøien die Band und Gry löste sich auf; seitdem arbeitet sie als Solokünstlerin unter dem Namen Gry weiter.

## Diskografie

### Alben
- 1998 The Touch Of E! (als Band)
- 2000 Public Recording (als Band)
- 2010 Anima (als Solokünstlerin)

### Singles
- 1998 Touch of Me
- 1998 Remixes
- 1998 Everything Or All
- 1998 I Never Asked
- 1999 Poles Apart
- 2000 Rocket
- 2000 Summer Wine
- 2000 Princess Crocodile